# Keczup

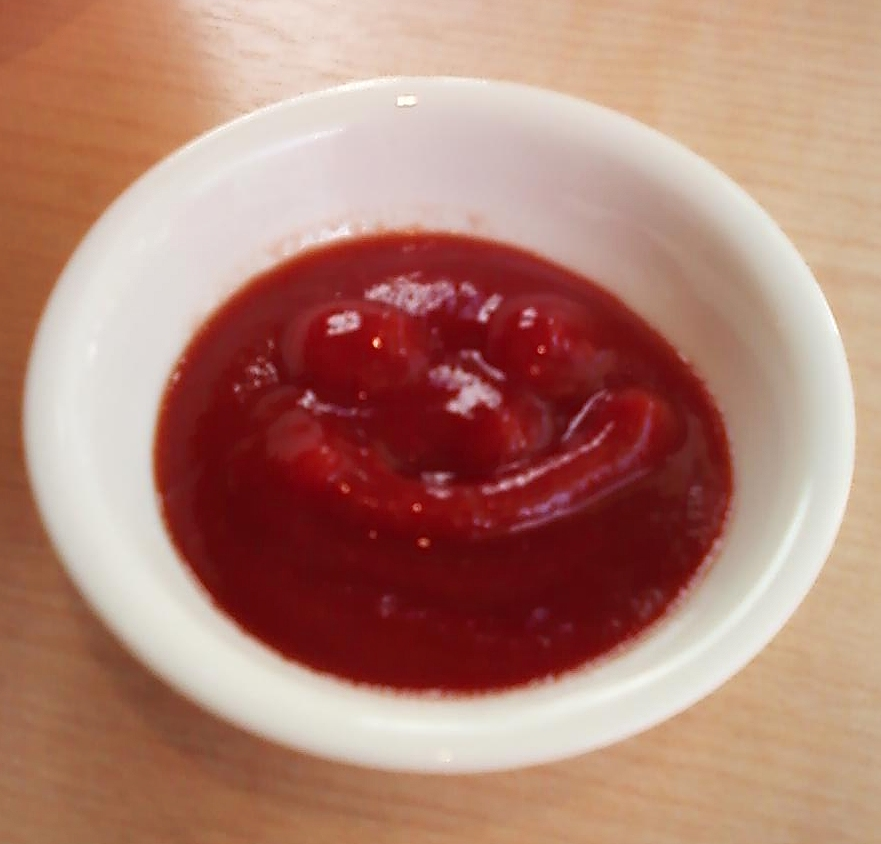
Keczup

Keczup, ketchup – sos pomidorowy podawany na zimno, o gamie smaków od łagodnego do ostrego, barwy zwykle ciemnoczerwonej, czerwonobrązowej, rzadziej zielonej, stosowany do potraw mięsnych, kanapek, pizzy (głównie poza granicami Włoch), frytek itp. Na ogół kupowany jako produkt gotowy, choć jest także sporządzany w warunkach domowych.

## Historia keczupu
Keczup pierwsi wymyślili Chińczycy i była to zaprawa pierwotnie stosowana do przyrządzania potraw rybnych. Słowo keczup pochodzi od słowa kôe-chiap w chińskim dialekcie Xiamen i znaczy dokładnie zaprawa do ryb. Pierwowzorem keczupu była zupa polinezyjska, w skład której wchodziły m.in. cebula, fasola, zioła i sardynki.
Nazwa sosu i jego receptura dotarły do Europy pod koniec XVII w. przez Anglię. W 1876 r. sos dotarł do USA i jego receptura została dostosowana do tamtejszych przyzwyczajeń smakowych przez Henry'ego Johna Heinza, założyciela firmy spożywczej  H. J. Heinz Company – firmy, która do dzisiaj jest znana z produkowania tego sosu.
Jeszcze w XIX w. słowem catsup określano każdy sos, w którym znajdował się ocet.

## Skład
Klasyczny skład współczesnych keczupów:
- koncentrat pomidorowy
- cukier
- ocet
- sól kuchenna
- acetylowany adypinian diskrobiowy (zagęstnik) – skrobia modyfikowana[4]
- ziele angielskie
- goździki
- cebula
- różne przyprawy

Do produkcji keczupów nie mogą być stosowanie barwniki spożywcze, ponieważ zgodnie z rozporządzeniem ministra zdrowia barwniki nie mogą być stosowane do sosów na bazie pomidorów.
Sos jest pasteryzowany, dlatego nie wymaga stosowania środków konserwujących. Jednak część producentów stosuje dodatek benzoesanu sodu jako substancji konserwującej, co wydłuża przydatność keczupu do spożycia po otwarciu opakowania.

## Keczup rybny i inne
W opinii profesora Jerzego Bralczyka malajskie słowo „ketchup" oznaczało sos rybny. Przejęte przez Anglików kojarzone jest z sosem pomidorowym. Słowo to odnosiło się jednak również do sosów na bazie orzechów czy grzybów.
Keczup sporządzany jest także z innych składników, np. z cukinii i przecieru pomidorowego.